# نيلس يوهانسون (لاعب هوكي جليد)
نيلس يوهانسون (بالسويدية: Nils "Björnungen" Johansson)‏ هو لاعب باندي ‏ سويدي، ولد في 5 فبراير 1905 في ستوكهولم في السويد، وتوفي بنفس المكان في 3 ديسمبر 1936.

## وصلات خارجية
- نيلس يوهانسون على موقع EliteProspects.com (الإنجليزية)
- نيلس يوهانسون على موقع Eurohockey.com (الإنجليزية)
- نيلس يوهانسون على موقع أوليمبيديا (الإنجليزية)
- نيلس يوهانسون على موقع اللجنة الأولمبية السويدية (السويدية)